# Luta livre
Luta livre (portug. slobodna borba) je brazilska borilačka vještina nalik hrvanju i džudo.
Međutim, luta livre obuhvaća i udaranje (ruke, noge, koljena, laktovi) i proizašao je iz brazilskog vale tudo (vale = ide, tudo = sve, to jest borenje bez pravila). U luta livre razlikuje se luta livre esportiva i luta livre vale tudo. Luta livre esportiva je sportsko natjecanje u kome nisu dozvoljeni udarci, luta livre vale tudo obuhvaća tehnike za slobodne borbe, freefights, ovde su dozvoljeni udarci. Zajedno s brazilskim džiju džicuom i kapoerom ubraja se u najznamenitije borilačke vještine/sportove iz Brazila, s brazilskim džiu džicu povezuje ga skoro cijelo stoljeće staro rivalstvo i sudjeloanje u natjecanjima slobodnih borbi (Vale Tudo, Ultimate fight, Free fight).

## Vanjske poveznice
- European Luta Livre Organization